# Sporisorium dietelianum
Sporisorium dietelianum är en svampart som först beskrevs av Henn., och fick sitt nu gällande namn av Vánky 2005. Sporisorium dietelianum ingår i släktet Sporisorium och familjen Ustilaginaceae.   Inga underarter finns listade i Catalogue of Life.